# Giancarlo Esposito
Giancarlo Giuseppe Alessandro Esposito (Copenhague, 26 de abril de 1958) é um ator ítalo-americano nascido na Dinamarca. Ele é mais conhecido por interpretar Gus Fring na série de drama criminal Breaking Bad, de 2009 a 2011, bem como na série prequela de Breaking Bad, Better Call Saul, de 2017 a 2022. Por esse papel, ele ganhou o Critics' Choice Television Award. de Melhor Ator Coadjuvante em Série Dramática e recebeu três indicações ao Emmy do Primetime de melhor ator coadjuvante em série dramática.

## Início de vida
Esposito nasceu em Copenhague, na Dinamarca, filho de pai italiano e mãe afro-americana. Sua mãe era uma cantora de Ópera e dona de uma boate do Alabama, e seu pai era um carpinteiro e ajudante de palco natural de Nápoles. 
Ele viveu na Europa, até que a família se estabeleceu em Manhattan, Nova Iorque, quando ele tinha seis anos de idade.

## Carreira

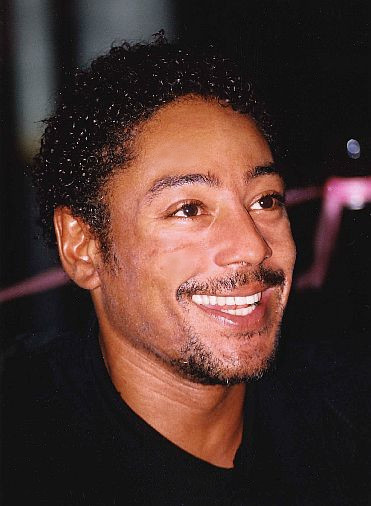
Giancarlo Esposito em 1998

Esposito fez sua estreia na Broadway em 1968, interpretando uma criança escravizada ao lado de Shirley Jones no musical de curta duração Maggie Flynn (1968), ambientado durante os Distúrbios do recrutamento em Nova York. Ele também foi membro do elenco jovem da colaboração entre Stephen Sondheim e Harold Prince Merrily We Roll Along, que fechou com 16 apresentações e 56 prévias em 1981. 
Durante a década de 1980, Esposito apareceu em filmes como Comboio do Terror, Rei de Nova York e Trocando as Bolas. Ele também atuou em séries de TV como Miami Vice e Spenser: For Hire. Ele interpretou JC Pierce, um cadete no filme Toque de Recolher de 1981.
Em 1988, ele conseguiu seu papel de destaque como o líder da fraternidade negra "Gamma Phi Gamma" no filme School Daze do diretor Spike Lee, explorando as relações de cor em faculdades negras. Nos quatro anos seguintes, Giancarlo Esposito e Spike Lee colaboraram em três outros filmes: Faça a Coisa Certa, Mais e Melhores Blues e Malcolm X. Durante a década de 1990, Esposito apareceu nos aclamados filmes independentes Uma Noite sobre a Terra, Fresh e Smoke, bem como em sua sequência Sem Fôlego. Ele também apareceu nos filmes convencionais Harley Davidson e Marlboro Man - Caçada sem Tréguas com Mickey Rourke, Aconteceu no Natal com Mia Farrow e Falando de Amor, estrelado por Whitney Houston e Angela Bassett. Em 1996, Esposito apareceu no videoclipe "California" da superestrela francesa Mylène Farmer, dirigido por Abel Ferrara. 
Esposito interpretou o agente do FBI Mike Giardello na série Homicide: Life on the Street. Esse papel veio de sua ascendência afro-americana e italiana. Ele interpretou esse personagem durante a sétima e última temporada da série e reprisou o papel em seu filme de 2000 feito para a TV. Ele teve outro papel multirracial como o sargento Paul Gigante na comédia de televisão, Bakersfield P.D.

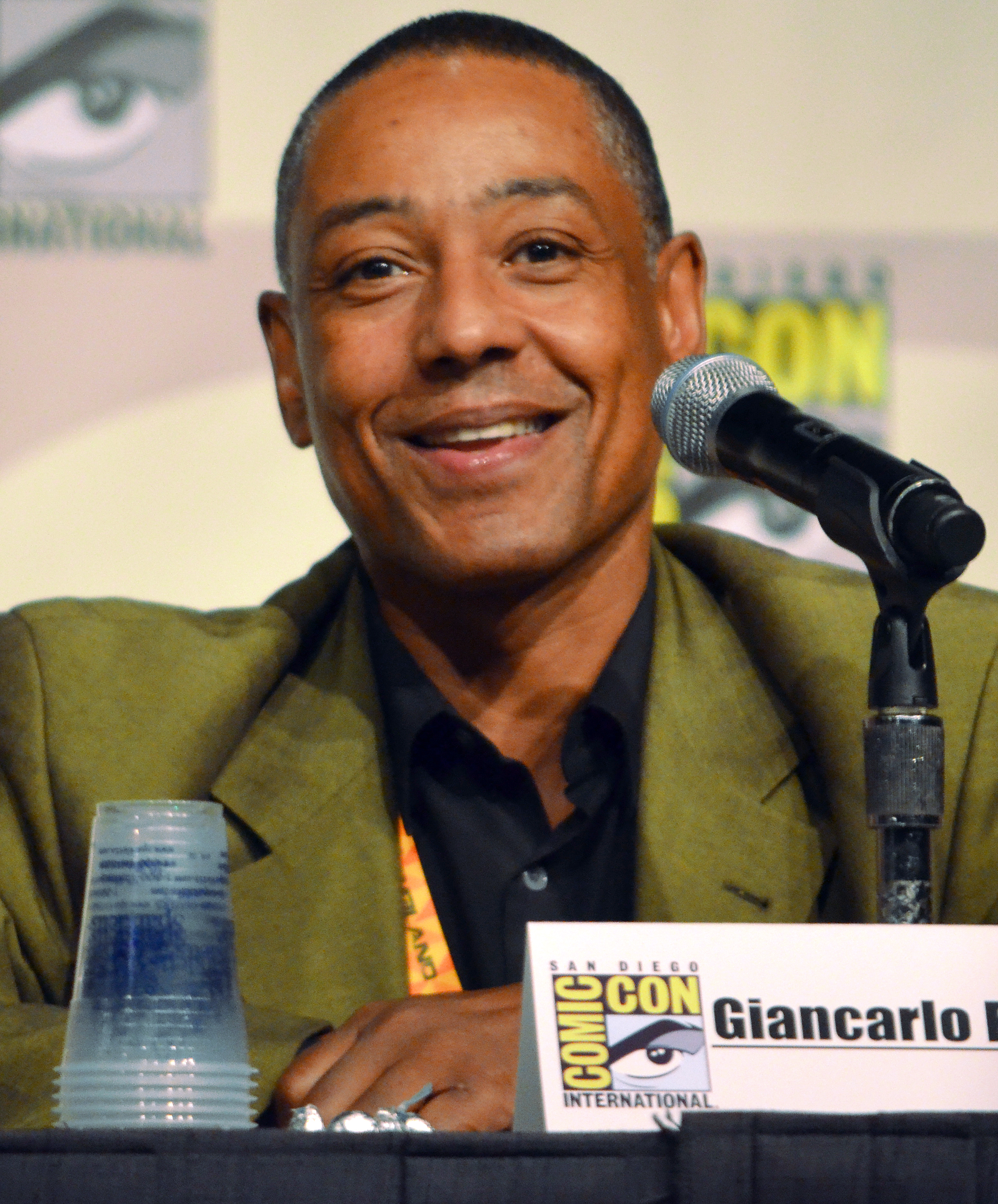
Esposito em 2012

Em 1997, Esposito interpretou os papéis no cinema como Darryl em Trouble on the Corner e Charlie Dunt em Nada a Perder. Outros créditos na TV incluem NYPD Blue, Lei & Ordem, The Practice, New York Undercover e Fallen Angels.
Em 2001, interpretou Cassius Marcellus Clay, Sr. em Ali. Em 2002, Esposito foi escalado como Nicholas Hahn no drama televisivo de David E. Kelley, Girls Club. Embora a série tenha durado apenas uma temporada e não tenha recebido críticas geralmente positivas, representou um ponto de virada pessoal para Esposito, que retransmitiu ao The Washington Post: "Comecei a jogar contra chefes. E percebi: 'Oh, ok, isso é uma oportunidade.' Foi realmente uma grande abertura para eu mostrar quem eu realmente era. E continua assim."
Em 2006, Esposito estrelou As Férias da Minha Vida como o senador Dillings, ao lado de Queen Latifah e Timothy Hutton. Esposito interpretou Robert Fuentes, um empresário de Miami com conexões duvidosas, na série de televisão South Beach da UPN. Ele apareceu em New Amsterdam e CSI: Miami. Em Feel the Noise (2007), ele interpretou o ex-músico Roberto, o porto-riquenho pai do personagem de Omarion, aspirante a estrela do rap "Rob". Em 2008, estreou na direção com Gospel Hill, atuando também como produtor e estrela do filme.
De 2009 a 2011, Esposito apareceu nas temporadas 2 a 4 da série Breaking Bad, como Gus Fring, o chefe de uma quadrilha de drogas de Metanfetamina com sede no Novo México. Na quarta temporada, ele foi o principal antagonista da série e foi aclamado pela crítica por esse papel. Ele ganhou o prêmio de Melhor Ator Coadjuvante em Drama no Critics 'Choice Television Awards de 2012 e foi indicado ao prêmio de Melhor Ator Coadjuvante em Série Dramática no Prémios Emmy do Primetime de 2012, mas perdeu para o co-estrela Aaron Paul.
Esposito apareceu no filme Reencontrando a Felicidade (2010). Ele também apareceu na primeira temporada da série Once Upon a Time, que estreou em outubro de 2011. Ele interpretou o papel dividido de Sidney Glass, um repórter do The Daily Mirror na cidade de Storybrooke, Maine, que na verdade é um gênio, preso no Espelho Mágico, possuído pela Rainha Má em um mundo paralelo de conto de fadas. Esposito repetiria periodicamente o papel em temporadas posteriores como ator convidado. Esposito apareceu em Revolution como Major Tom Neville, um personagem central que mata Ben Matheson no piloto. Ele acompanha Danny capturado até a capital Filadélfia da República de Monroe.
Em 2017, Esposito reprisou seu papel como Gus Fring na série Better Call Saul, spin-off de Breaking Bad, ficando até 2022. 
Em 2019, ele apareceu no final da primeira temporada de The Boys como Stan Edgar, e reprisou o papel nas temporadas seguintes. Giancarlo apareceu na série The Mandalorian do Disney+, ambientada no universo de Star Wars. Ele interpreta Moff Gideon, o líder de um remanescente do Império Galáctico caído e tenta capturar o jovem alienígena Grogu, que está sendo protegido pelo personagem-título da série.
Em 2020, Giancarlo Esposito mencionou que havia recentemente participado de um "jogo enorme", incluindo trabalho de voz e captura de movimento. Pouco depois disso, rumores sobre a existência de Far Cry 6 surgiram, incluindo telas que mostravam um personagem parecido com Esposito. A Ubisoft afirmou a existência do jogo alguns dias antes do anúncio completo através das redes sociais e revelou totalmente o jogo em 12 de julho de 2020, durante seu evento on-line Ubisoft Forward.

## Vida Pessoal
Esposito era casado com Joy McManigal. Eles têm quatro filhas. Eles posteriormente se divorciaram.
Ele foi criado como católico e cogitou tornar-se padre.

## Filmografia

### Cinema
| Ano  | Titulo                                                   | Papel                            | Notas                     |
| ---- | -------------------------------------------------------- | -------------------------------- | ------------------------- |
| 1970 | Et Salammbo?                                             |                                  | Curta-metragem Voz        |
| 1979 | Running                                                  | Adolescente Porto-Riquenho       |                           |
| 1979 | Tutti a squola                                           |                                  |                           |
| 1980 | The Changeling                                           | Extra                            |                           |
| 1981 | Toque de Recolher                                        | Cadete Capitão JC Pierce         |                           |
| 1983 | Trocando as Bolas                                        | Companheiro de Cela #2           |                           |
| 1983 | Enormous Changes at the Last Minute                      | Julio                            |                           |
| 1984 | The Brother from Another Planet                          | Homem sendo preso                |                           |
| 1984 | The Cotton Club                                          | Bumpy Hood                       |                           |
| 1984 | Go Tell It on the Mountain                               | Elisha                           |                           |
| 1985 | Procura-se Susan Desesperadamente                        | Vendedor de rua                  |                           |
| 1986 | Comboio do Terror                                        | Videoplayer                      |                           |
| 1987 | Sweet Lorraine                                           | Howie                            |                           |
| 1987 | Heartbeat                                                | Membro de gangue nº 1            |                           |
| 1988 | School Daze                                              | Julian                           |                           |
| 1989 | Faça a Coisa Certa                                       | Buggin' Out                      |                           |
| 1990 | Rei de Nova York                                         | Lance                            |                           |
| 1990 | Mais e Melhores Blues                                    | Left Hand Lacey                  |                           |
| 1991 | Harley Davidson and the Marlboro Man                     | Jimmy Jiles                      |                           |
| 1991 | Uma Noite sobre a Terra                                  | YoYo                             |                           |
| 1992 | Bob Roberts                                              | John Alijah "Bugs" Raplin        |                           |
| 1992 | Malcolm X                                                | Thomas Hagan                     |                           |
| 1993 | Amos & Andrew                                            | Reverendo Fenton Brunch          |                           |
| 1993 | Seven Songs for Malcolm X                                | Leitura de autobiografia         | Documentário Voz          |
| 1994 | Fresh                                                    | Esteban                          |                           |
| 1994 | Benders                                                  | Jack                             |                           |
| 1995 | Os Suspeitos                                             | Jack Baer                        |                           |
| 1995 | Smoke                                                    | Tommy Finelli                    |                           |
| 1995 | Sem Fôlego                                               | Tommy Finelli                    |                           |
| 1995 | Aconteceu no Natal                                       | Tim Timko                        |                           |
| 1995 | The Keeper                                               | Paul Lamont                      | Também co-produtor        |
| 1995 | Klash                                                    | Stoney                           |                           |
| 1995 | Falando de Amor                                          | David Matthews                   |                           |
| 1997 | The Maze                                                 | Henry Kunitz                     |                           |
| 1997 | Nada a Perder                                            | Charlie Dunt                     |                           |
| 1997 | Loose Women                                              | Estilista #2                     |                           |
| 1997 | Trouble on the Corner                                    | Darryl                           |                           |
| 1997 | Big City Blues                                           | Georgie                          |                           |
| 1997 | The People                                               | Anthony Rivera                   |                           |
| 1998 | Fugindo do Passado                                       | Reuben Escobar                   |                           |
| 1998 | Phoenix                                                  | Louie                            |                           |
| 1998 | Where's Marlowe?                                         | Blind Man                        |                           |
| 1998 | Stardust                                                 | Mr. Peavy                        |                           |
| 2001 | Josephine                                                | Spike                            |                           |
| 2001 | Monkeybone - No Limite da Imaginação                     | Hipnos                           |                           |
| 2001 | Piñero                                                   | Miguel Algarín                   |                           |
| 2001 | Ali                                                      | Cassius Marcellus Clay Sr.       |                           |
| 2003 | Ash Tuesday                                              | Karl                             |                           |
| 2003 | O Assassino do Presidente                                | JC Reynolds                      |                           |
| 2004 | Noise                                                    | Hank                             |                           |
| 2004 | Doing Hard Time                                          | Capitão Pierce                   |                           |
| 2004 | A Killer Within                                          | Vargas                           |                           |
| 2005 | Hate Crime                                               | Det. Esposito                    |                           |
| 2005 | Chupacabra: Dark Seas                                    | Dr. Peña                         |                           |
| 2005 | I Will Avenge You, Iago!                                 | Diretor                          |                           |
| 2005 | Parceiros no Crime                                       | Benson Copper                    |                           |
| 2005 | Carlito's Way: Rise to Power                             | Pequeno Jeff                     |                           |
| 2005 | Fora do Rumo                                             | Detetive Franklin Church         |                           |
| 2006 | As Férias da Minha Vida                                  | Senador Dillings                 |                           |
| 2006 | Sherrybaby                                               | Oficial de condicional Hernandez |                           |
| 2006 | Rain                                                     | Ken Arnold                       |                           |
| 2007 | Racing Daylight                                          | Fred                             |                           |
| 2007 | The Box                                                  | Detetive Dwayne Burkhalter       |                           |
| 2007 | Feel the Noise                                           | Roberto                          |                           |
| 2007 | Mano                                                     | Nino                             | Curta-metragem            |
| 2008 | Gospel Hill                                              | Dr. Palmer                       | Também diretor e produtor |
| 2010 | Reencontrando a Felicidade                               | Auggie                           |                           |
| 2011 | S.W.A.T.: Firefight                                      | Inspetor Hollander               |                           |
| 2011 | Dreaming American                                        | Daytona LeMans                   | Curta-metragem            |
| 2011 | Certainty                                                | Heery                            |                           |
| 2012 | Alex Cross                                               | Daramus Holiday                  |                           |
| 2013 | They Die by Dawn                                         | Isom Dart                        | Curta-metragem            |
| 2014 | O Filho do Batman                                        | Ra's al Ghul                     | Voz                       |
| 2014 | Batman: Assault on Arkham                                | Eric Needham / Black Spider      | Voz                       |
| 2014 | Poker Night                                              | Bernard                          |                           |
| 2015 | Maze Runner: Prova de Fogo                               | Jorge                            |                           |
| 2015 | I Did Not Forget You                                     | Dr. Sabian                       | Curta-metragem            |
| 2016 | The Pills – Sempre meglio che lavorare                   | Bangla Boss                      |                           |
| 2016 | Mogli - O Menino Lobo                                    | Akela                            | Voz                       |
| 2016 | Jogo do Dinheiro                                         | Capitão Marcus Powell            |                           |
| 2016 | Brother Nature                                           | Deputado Frank McClaren          |                           |
| 2017 | Esta é a Sua Morte                                       | Mason Washington                 | Também diretor e produtor |
| 2017 | Stuck                                                    | Lloyd                            | Também produtor associado |
| 2017 | Okja                                                     | Frank Dawson                     |                           |
| 2017 | Mutafukaz                                                | Mr. K                            | Voz; Dublagem em Inglês   |
| 2017 | Unacknowledged: An Expose of the World's Greatest Secret | Narrador                         |                           |
| 2018 | Maze Runner: A Cura Mortal                               | Jorge                            |                           |
| 2019 | A Última Nota                                            | Paul                             |                           |
| 2019 | Line of Duty                                             | Tom Volk                         |                           |
| 2020 | A Extraordinária Garota Chamada Estrela                  | Archie Brubaker                  |                           |
| 2020 | Unpregnant                                               | Bob                              |                           |
| 2021 | The Long Home                                            | William Tell Oliver              | Pós-produção              |
| 2022 | Beauty                                                   | Pai da Beauty                    |                           |
| 2023 | As Tartarugas Ninja: Caos Mutante                        | Baxter Stockman                  | Voz; Pós-produção         |
| 2024 | Abigail                                                  |                                  | Pós-produção              |
| 2024 | The Electric State                                       | Marshall                         | Voz; Pós-produção         |
| 2024 | MaXXXine                                                 | TBA                              | Pós-produção              |
| 2024 | Megalopolis                                              |                                  | Em Filmagem               |
| 2025 | Captain America: Brave New World                         | TBA                              | Em Filmagem               |

### Televisão
| Ano          | Titulo                            | Papel                                | Notas                                                |           |
| ------------ | --------------------------------- | ------------------------------------ | ---------------------------------------------------- | --------- |
| 1981         | The Gentleman Bandit              | Jamie                                | Telefilme                                            |           |
| 1982         | Another World                     | Willie Armstrong                     | Episódio: "Episode #1.4498"                          |           |
| 1982–1983    | Guiding Light                     | Clay Tynan                           | Elenco Regular                                       |           |
| 1982–1984    | Sesame Street                     | Mickey                               | 7 episódios                                          |           |
| 1984–1985    | Miami Vice                        | Luther / Ricky / Adonis Jackson      | 3 episódios                                          |           |
| 1985         | CBS Schoolbreak Special           | Kyle                                 | Episódio: "The Exchange Student"                     |           |
| 1985         | Finnegan Begin Again              | Intruso                              | Telefilme                                            |           |
| 1985–1986    | American Playhouse                | Elisha / Simon Fernandes             | 2 episódios                                          |           |
| 1986         | Rockabye                          | Marcus                               | Telefilme                                            |           |
| 1986         | The Equalizer                     | Jumpin' Jack                         | Episódio: "The Line"                                 |           |
| 1987         | Spenser: For Hire                 | Ramos                                | Episódio: "On the Night He Was Betrayed"             |           |
| 1987         | Leg Work                          | Tyson                                | Episódio: "Blind Trust"                              |           |
| 1990         | Lifestories                       | Julio                                | Episódio: "Jerry Forchette"                          |           |
| 1993         | Relentless: Mind of a Killer      | Arthur Sistrunk                      | Telefilme                                            |           |
| 1993         | The American Experience           | Dr. Kenneth Clark                    | Episódio: "Simple Justice"                           |           |
| 1993–1994    | Bakersfield P.D.                  | Detetive Paul Gigante                | 17 episódios                                         |           |
| 1995         | New York Undercover               | Adolfo Guzman                        | 3 episódios                                          |           |
| 1995         | Fallen Angels                     | Paris Minton                         | Episódio: "Fearless"                                 |           |
| 1996         | Chicago Hope                      | Cherchez LaFemme                     | Episódio: "Right to Life"                            |           |
| 1996         | Swift Justice                     | Andrew Coffin                        | 3 episódios                                          |           |
| 1996         | Living Single                     | Jackson Turner                       | Episódio: "Kiss of the Spider Man"                   |           |
| 1996         | Law & Order                       | Sr. Baylor                           | Episódio: "Good Girl"                                |           |
| 1996         | The Tomorrow Man                  | Jonathan Driscoll                    | Telefilme                                            |           |
| 1996–1998    | NYPD Blue                         | Ferdinand Hollie / Jamaal            | 2 episódios                                          |           |
| 1996–1999    | Nash Bridges                      | Arnold / Gordon Keller / Whip Tyrell | 2 episódios                                          |           |
| 1997         | Five Desperate Hours              | Joseph Grange                        | Telefilme                                            |           |
| 1998         | The Hunger                        | Vampiro                              | Episódio: "Fly-By-Night"                             |           |
| 1998         | Creature                          | Lt. Thomas Peniston / Werewolf       | Minissérie                                           |           |
| 1998         | Naked City: Justice with a Bullet | Chaz Villanueva                      | Telefilme                                            |           |
| 1998         | Thirst                            | Dr. Lawrence Carver                  | Telefilme                                            |           |
| 1998–1999    | Homicide: Life on the Street      | Agente Federal Mike Giardello        | 22 episódios                                         |           |
| 2000         | Homicide: The Movie               | Agente Federal Mike Giardello        |                                                      | Telefilme |
| 2000         | Touched by an Angel               | Antonio                              | Episódio: "Here I Am"                                |           |
| 2000–2001    | The $treet                        | Tom Divack                           | 12 episódios                                         |           |
| 2001         | Strong Medicine                   | James 'Junior' Bell                  | Episódio: "Mortality"                                |           |
| 2001         | 100 Centre Street                 | Jacob Lenz                           | Episódio: "Andromeda and the Monster"                |           |
| 2002         | The Practice                      | Ray McMurphy                         | Episódio: "Pro Se"                                   |           |
| 2002         | Third Watch                       | Father Romero                        | Episódio: "The Unforgiven"                           |           |
| 2002         | A Nero Wolfe Mystery              | Embaixador Theodore Kelefy           | Episódio: "Immune to Murder"                         |           |
| 2002         | Girls Club                        | Nicholas Hahn                        | 9 episódios                                          |           |
| 2003         | The Division                      | Dr. Pembroke                         | Episódio: "Wish You Were Here"                       |           |
| 2003         | Lucky                             | Lord Marion                          | Episódio: "The Method"                               |           |
| 2003         | Street Time                       | Jesse Haslim                         | Episódio: "Brothers"                                 |           |
| 2004         | Half & Half                       | Darrell Washington                   | Episódio: "The Big Employee Benefits Episode"        |           |
| 2004         | Soul Food                         | Jules                                | 2 episódios                                          |           |
| 2004         | 5ive Days to Midnight             | Tim Sanders                          | 5 episódios                                          |           |
| 2004         | NYPD 2069                         | Lt Garner                            | Piloto                                               |           |
| 2004–2005    | Law & Order                       | Rodney Fallon                        | 3 episódios                                          |           |
| 2005         | Law & Order: Trial by Jury        | Orlando Ramirez                      | Episódio: "Boys Will Be Boys"                        |           |
| 2006         | South Beach                       | Robert Fuentes                       | 8 episódios                                          |           |
| 2006         | Ghost Whisperer                   | Ely Fisher                           | Episódio: "Fury"                                     |           |
| 2006         | Bones - Sempre em Medicina        | Richard Benoit                       | Episódio: "The Man in the Morgue"                    |           |
| 2006         | Dr. Vegas                         |                                      | Episódio: "For Love or Money"                        |           |
| 2006         | Las Vegas                         | Reggie Archibald                     | Episódio: "White Christmas"                          |           |
| 2006–2008    | CSI: Miami                        | Chefe Braga                          | 2 episódio                                           |           |
| 2007         | Kidnapped                         | Vance                                | 2 episódios                                          |           |
| 2008         | New Amsterdam                     | Agente Especial James Lawson         | Episódio: "Legacy"                                   |           |
| 2008         | Xenophobia                        | Young                                | Telefilme                                            |           |
| 2009–2011    | Breaking Bad                      | Gustavo Fring                        | 26 episódios                                         |           |
| 2010         | Leverage                          | Alexander Moto                       | Episódio: "The Scheherazade Job"                     |           |
| 2010         | Lie to Me                         | Beau Hackman                         | Episódio: "Black and White"                          |           |
| 2010         | Detroit 1-8-7                     | Eddie Henderson                      | Episódio: "Shelter"                                  |           |
| 2011         | Criminal Minds: Suspect Behavior  | Gordon Ramirez                       | Episódio: "The Time is Now"                          |           |
| 2011–2017    | Once Upon a Time                  | Sidney Glass / Magic Mirror          | 14 episódios                                         |           |
| 2012         | NYC 22                            | Harvey Williams                      | 2 episódios                                          |           |
| 2012–2013    | Community                         | Gilbert Lawson                       | 2 episódios                                          |           |
| 2012–2014    | Revolution                        | Tom Neville                          | 42 episódios                                         |           |
| 2013         | Over / Under                      | Oliver Ohrt                          | Telefilme                                            |           |
| 2013         | Revolution: Enemies of the State  | Tom Neville                          |                                                      |           |
| 2013         | Axe Cop                           | Army Chihuahua                       | Episódio: "Night Mission: Stealing Friends Back" Voz |           |
| 2013         | Timms Valley                      | Pruit Normings                       | Episódio: "Pilot" Voz                                |           |
| 2014         | 30 for 30                         | Narrador                             | Episódio: "Requiem for the Big East"                 |           |
| 2015         | Allegiance                        | Oscar Christoph                      | 7 episódios                                          |           |
| 2015         | Drunk History                     | Andrés Pico                          | Episódio: "Los Angeles"                              |           |
| 2016–2017    | The Get Down                      | Pastor Ramon Cruz                    | 10 episódios                                         |           |
| 2017         | Rebel                             | Charles Gold                         | 4 episódios                                          |           |
| 2017–2019    | Cara Gente Branca                 | Dr. Edward Ruskins / O Narrador      | 23 episódios                                         |           |
| 2017–2022    | Better Call Saul                  | Gustavo Fring                        | Diretor (Episódio: "Axe and Grind")                  |           |
| 2018         | Westworld                         | El Lazo                              | Episódio: "Reunion"                                  |           |
| 2018         | Dallas & Robo                     | Victor Goldsmith                     | 5 episódios Voz                                      |           |
| 2019         | Jett                              | Charlie Baudelaire                   | 9 episódios                                          |           |
| 2019         | Creepshow                         | Doutor                               | Episódio: "Gray Matter"                              |           |
| 2019–2022    | Arlequina                         | Lex Luthor                           | 5 episódios Voz                                      |           |
| 2019–2021    | Godfather of Harlem               | Adam Clayton Powell Jr.              | 17 episódios                                         |           |
| 2019–present | The Mandalorian                   | Moff Gideon                          | 8 episódios                                          |           |
| 2019–present | The Boys                          | Stan Edgar                           | 9 episódios                                          |           |
| 2020         | Home Movie: The Princess Bride    | O Avô                                | Episódio: "Life Is Pain"                             |           |
| 2020–2021    | DuckTales                         | Mancha Negra                         | 3 episódios Voz                                      |           |
| 2022         | The Boys Presents: Diabolical     | Stan Edgar                           | Voz                                                  |           |
| 2022         | Cyberpunk: Mercenários            | Faraday                              | Voz; Dublagem em Inglês}}                            |           |
| 2023         | Kaleidoscope                      | Leo Pap                              | 8 episódios                                          |           |
| 2023         | Parish                            | Gracián “Gray” Parish                | Em Breve                                             |           |
| TBA          | The Gentleman                     | TBA                                  | Spin-off do Filme de 2019                            |           |

### Video games
| Ano  | Titulo    | Voz                            | Notas                                                             |
| ---- | --------- | ------------------------------ | ----------------------------------------------------------------- |
| 2014 | Payday 2  | "O Dentista" / Dr. Helmann     | Semelhança e desempenho vocal                                     |
| 2021 | Far Cry 6 | "El Presidente" Anton Castillo | Semelhança, desempenho vocal e desempenho de captura de movimento |

## Prêmios e indicações

#### Emmy Awards
| Ano  | Categoria                                  | Indicação        | Notas    |
| ---- | ------------------------------------------ | ---------------- | -------- |
| 2012 | Melhor Ator Coadjuvante em Série Dramática | Breaking Bad     | Indicado |
| 2019 | Melhor Ator Coadjuvante em Série Dramática | Better Call Saul | Indicado |
| 2020 | Melhor Ator Coadjuvante em Série Dramática | Better Call Saul | Indicado |
| 2020 | Melhor Ator Convidado em Série Dramática   | The Mandalorian  | Indicado |

#### Critics' Choice Television Awards
| Ano  | Categoria                                  | Indicação        | Notas  |
| ---- | ------------------------------------------ | ---------------- | ------ |
| 2012 | Melhor Ator Coadjuvante em Série Dramática | Breaking Bad     | Venceu |
| 2023 | Melhor Ator Coadjuvante em Série Dramática | Better Call Saul | Venceu |